# Bunkrowy dziad

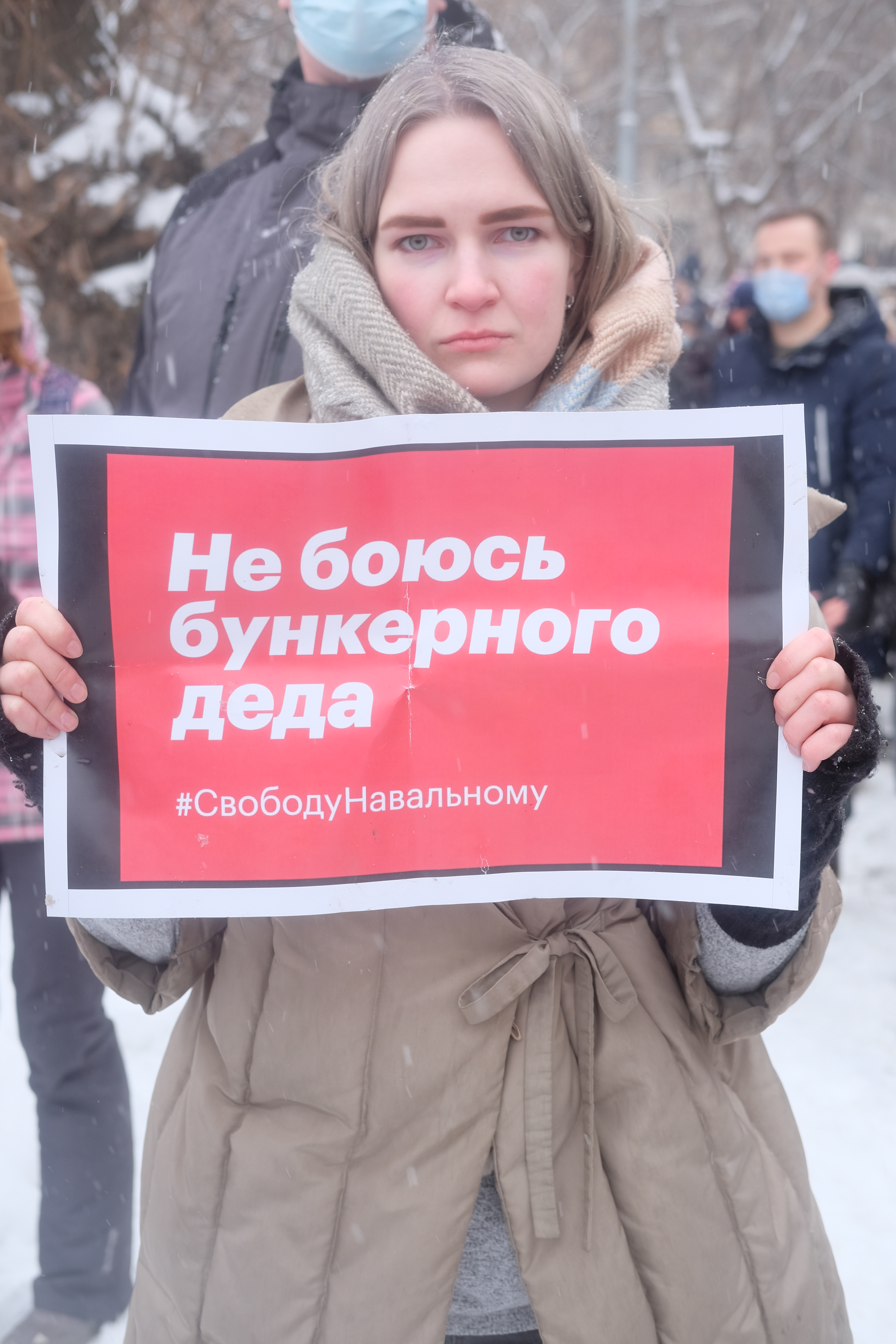
Plakat „Nie boję się bunkrowego dziada” na protestach 31 stycznia 2021 roku

Bunkrowy dziad, także dziad z bunkra, lub tylko bunkrowy, lub tylko dziad    (ros. бункерный дед, bunkiernyj died) – obraźliwe  przezwisko Władimira Putina, które stało się internetowym memem.

## Geneza
Wizerunek polityczny Putina jako dziadka zaczął kształtować się na długo przed 2021 rokiem, jednak przezwisko „bunkrowy dziad” upowszechniło się po wypowiedziach polityka opozycji Aleksieja Nawalnego w 2020 roku .
We wrześniu 2017 roku dziennikarz i felietonista Andriej Kolesnikow napisał dla „The New Times” felieton Putin jako dziadek narodu (ros. Путин как дедушка нации), w którym przeprowadził paralelę pomiędzy „dziadkiem Leninem” a Putinem. Kolesnikow zauważył, że Putin często spotykał się z młodzieżą, np. podczas takich wydarzeń, jak „Linia bezpośrednia” (ros. Прямая линия), „Tauryda” (ros. Таврида) oraz „Lekcje otwarte” (ros. Открытые уроки). Z czasem prezydent stopniowo zmieniał się z ojca narodu w jej dziadka, frapując młodych ludzi opowieściami o dronach, lotach na Marsa, sztucznej inteligencji i pasji narodu rosyjskiego, która przez tysiąc lat pozwalała jej na ocalenie i rozszerzenia swojej suwerenności .
Jesienią 2017 roku zorganizowano spotkania Putina ze studentami i młodzieżą szkolną. W tym okresie odbyło się wiele wieców antykorupcyjnych, wspieranych przez zwolenników Nawalnego. Zdaniem politolog Marii Sniegowej początkowo kremlowscy kreatorzy wizerunku usiłowali uatrakcyjnić dla młodych ludzi postać Putina, jednak wysiłek nie powiódł się i Kreml musiał zmienić strategię na rzecz wizerunku „dziadka narodu” .
W grudniu 2017 roku podczas konferencji prasowej, na której jedna z dziennikarek trzymała plakat „Putin babaj” (ros. Путин, бабай), prezydent błędnie odczytał hasło jako „Putin bye-bye” (ros. Путин, бай-бай). Dziennikarka wyjaśniła, że w języku tatarskim „babaj” oznacza „dziadek” i tak go nazywają tatarskie dzieci, po czym Putin zażartował, że na starość osłabły mu oczy  .
Na początku 2018 roku lingwistka, językoznawca i badaczka portretów mowy polityków Jelena Szmielowa w rozmowie z Głosem Ameryki stwierdziła, że proces przemiany wizerunku Putina z macho w dziadka zakończył się. Według niej spotkania z młodzieżą szkolną nie tylko nie przyniosły Kremlowi oczekiwanego efektu, ale także uwydatniły nieumiejętność Putina w posługiwaniu się nowoczesnym językiem młodzieżowym .

## Ewolucja

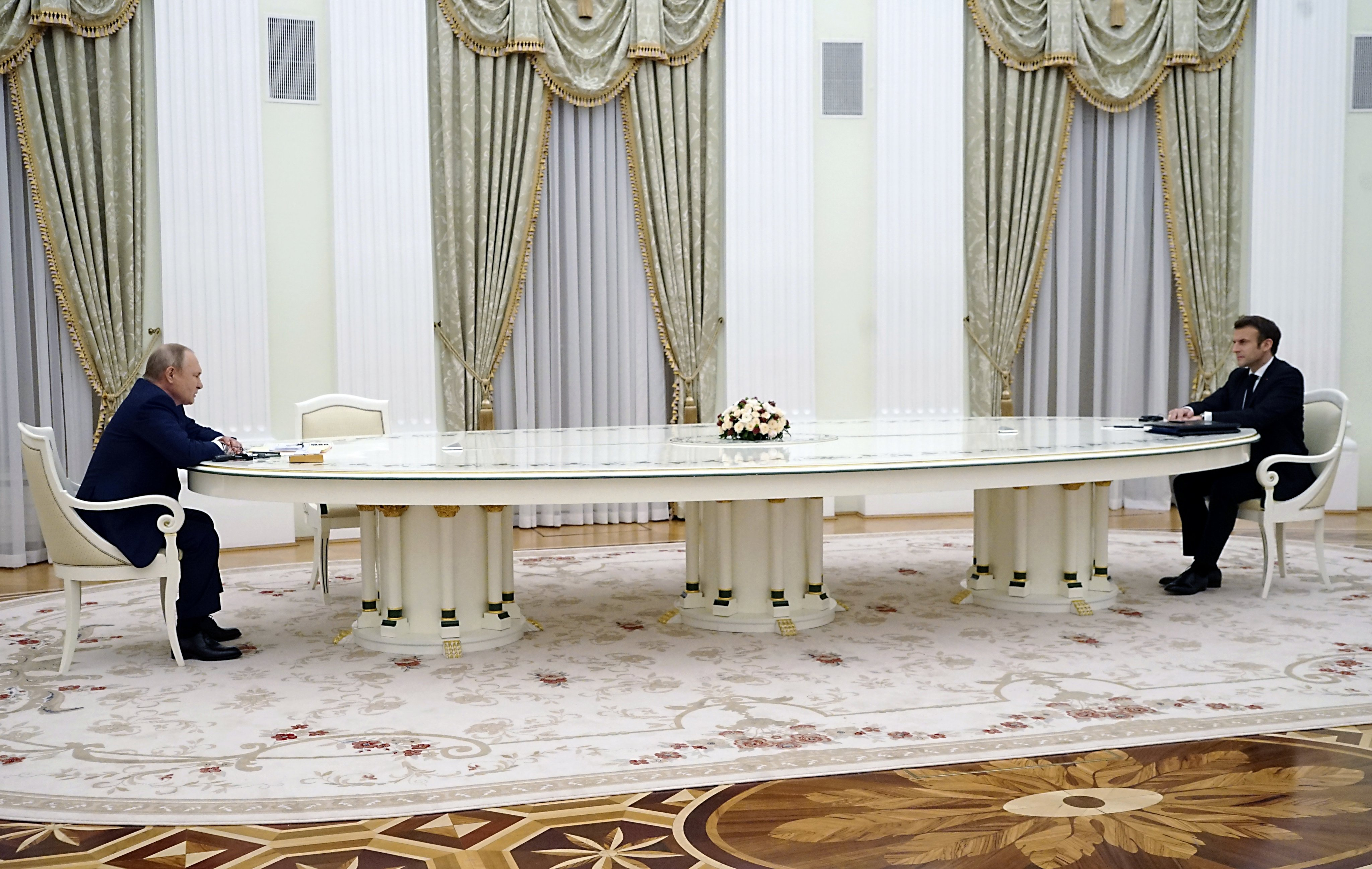
Długi stół do negocjacji, który stał się symbolem skrajnej samoizolacji Putina

Według „Mediazony” (ros. Медиазона) „bunkrowym dziadem” Putina obwołano w szczytowym momencie pandemii Covid-19 . Szmielowa pisała, że jeśli wcześniej Putina kreowano na symbol seksu i samca alfa, który jeździ konno lub samochodem, lata na lotni, nurkuje na dno morza po amfory, to w styczniu 2021 roku przywarło do niego przezwisko „bunkrowy dziad”, a także wariacja „bunkrowy wyzerowany” (ros. бункерный обнулёныш) – po zmianie w konstytucji, dotyczącej „wyzerowania” kadencji Putina, która pozwoliła mu ubiegać się po reelekcję .
„Meduza” (ros. Медуза) podaje, że Putin zyskał przydomek „bunkrowy dziad” dzięki internetowemu memowi „Dziadku, bierz pigułki, bo inaczej dostaniesz po dupie” (ros. Дед, пей таблетки, а то получишь по жопе), który pojawiał się jako hasło na protestach w obronie Nawalnego w styczniu 2021 roku. Wkrótce Fundacja Walki z Korupcją wszczęła dochodzenie w sprawie pałacu dla Putina niedaleko Gelendżyka – pod tym pałacem miał znajdować się gigantyczny bunkier. Śledztwo wszczęto na tle rozmów o ścisłej samoizolacji Putina podczas Covid-19 . Od początku pandemii koronawirusa Putin większość spotkań, w tym wszystkie posiedzenia rady ministrów, odbywał za pośrednictwem łącza wideo , a zaplanowane spotkania z ministrami organizowano tak, by pomiędzy rozmówcami była duża odległość . Putin systematycznie przebywał na kwarantannie .
W ten sposób „dziadek”, który ukrywał się przed niebezpieczną chorobą, stał się dodatkowo „bunkrowym”. Po rozpoczęciu rosyjskiej inwazji na Ukrainę w 2022 roku zaczęły krążyć pogłoski i teorie spiskowe  na temat „bunkrów Putina” zlokalizowanych na Uralu lub Ałtaju, w których rzekomo się ukrywa  i skąd dowodzi rosyjskimi oddziałami przebywającymi na terytorium Ukrainy. To jeszcze bardziej spopularyzowało przezwisko „dziad bunkrowy” .

## Stosowanie przezwiska
Przezwisko jest stosowane przez różnych rosyjskich i ukraińskich komentatorów, publicystów, komików i nie tylko. Sugeruje pewien rodzaj niekompetencji, wynikający z celowej izolacji i unikania rozwiązywania oczywistych problemów  oraz irracjonalności Putina , tj. podejmowania nieadekwatnych decyzji, jakby stracił kontakt z rzeczywistością .
Po wycieku kodów źródłowych Yandexa w styczniu 2023 roku wyszło na jaw, że firma stosowała łatkę blokującą wyświetlanie wizerunków Putina przy wyszukiwaniu m.in. frazy „dziad bunkrowy” .

### Przez opozycję
Nawalny wielokrotnie używał przezwiska „dziad bunkrowy” w stosunku do Putina     . Przykładowo, 22 czerwca 2020 roku na swoim blogu informował, że państwo wydało na paradę z okazji Dnia Zwycięstwa prawie 1 miliard rubli, nie licząc wydatków z budżetu wojskowego: Kupcie za te pieniądze leki dla emerytów. […] Ostatnią rzeczą, o której myślą, jest parada. Ale dziad bunkrowy chce parady, musi się popisać na trybunie . W październiku 2020 roku polityk użył przezwiska „dziadek bunkrowy” (ros. бункерный дедушка), publikując w Instagramie zrzut ekranu z listą najczęściej oglądanych filmów na swoim kanale YouTube . W lutym 2021 roku Nawalny po zatrzymaniu użył w sądzie takich epitetów: „ropucha siedząca na rurze” (ros. жаба, сидящая на трубе), „złodziejski dziad bunkrowy” (ros. вороватый бункерный дед) oraz „dziad bunkrowy” . Według redaktora „The Washington Post” Robina Nixona Nawalny, mistrz sloganów, nazywa Putina „dziadem bunkrowym”, przedstawiając go obłudnym i skorumpowanym .
Komentując negatywnie cytaty Putina podczas sesji Klubu Wałdajskiego w październiku 2022 roku, Kolesnikow podsumował: Można wyciągnąć dziada z bunkra, ale nigdy nie należy wyciągać bunkra z dziada .

### Przez urzędników
Rosyjscy urzędnicy wielokrotnie publicznie wyjaśniali, że wizerunek dziada jest błędnie odebrany jako aluzja do Putina . 9 maja 2023 roku służba prasowa szefa Grupy Wagnera opublikowała nagranie wideo, w którym Jewgienij Prigożyn oznajmiał o braku amunicji i zarzucał ministrowi obrony niedotrzymanie obietnic jej dostaw. W jednym z fragmentów Prigożyn zbeształ niejakiego dziadka: Szczęśliwy dziadek myśli, że ma się dobrze. […] Ale co ma zrobić kraj… jeśli nagle, przypadkiem, jak zakładam, okaże się, że ten dziadek to kompletny skurwiel? Później Prigożyn sprecyzował, że nie miał na myśli Putina, tylko wskazał na trzy osoby: byłego wiceministra obrony Michaiła Mizincewa, szefa sztabu generalnego Walerija Gierasimowa i byłą uczestniczkę reality show „Dom-2” Natalję Chim, która za pośrednictwem sieci społecznościowych oferowała wojsku skrzynie z amunicją. Według „The Moscow Times” po wypowiedziach Prigożyna nawiązujących do „szczęśliwego dziadka” Putin musiał pilnie kreować nowy wizerunek .
8 lipca 2023 roku były prezydent Rosji Dmitrij Miedwiediew na swoim kanale Telegram nazwał prezydenta USA Joe Bidena śpiącym starcem cierpiącym na demencję, który na tle swoich niezdrowych obsesji postanowił odejść, prowokując nuklearny armagedon i zabierając ze sobą połowę ludzkości. Przeinaczona wypowiedź Miedwiediewa została wykorzystana przez użytkowników portali społecznościowych w odniesieniu do Putina .

## Odzew
Według „Meduzy” Putina nazwano „dziadem” („dziadkiem”) nie ze względu na wiek czy stan zdrowia, jak było to w przypadku Borisa Jelcyna, i nie tylko z chęci jego obrażenia. Mem „Dziadek, weź swoje pigułki” w istocie oznacza to samo, co mem „OK Boomer”: wartości, idee i mentalność takiego człowieka ukształtowały się pół wieku temu w zupełnie innym świecie i jako przestarzałe nie wpisują się we współczesny porządek . Historyk Siergiej Miedwiediew i politolog Jekatierina Szulman stwierdzili, że mem o niezdarnym dziadzie bunkrowym pojawił się w wyniku konfliktu między pokoleniami, nie jest to klasyczny konflikt ojców i dzieci, tylko pogłębiony konflikt dziadków i wnuków. Mianowicie tu powstaje prawdziwa różnica w pojmowaniu wartości i stylu: nie jest to różnica pomiędzy telewizją a Facebookiem, ale już pomiędzy telewizją a TikTokiem . Według filolog i dziennikarki Ksienii Turkowej w języku rosyjskim słowa „dziad” (ros. дед) i „dziadek” (ros. дедушка) mają różne odcienie znaczeniowe i ani
wizerunek dziada w kontekście wojskowym czy kryminalnym, ani domowy obraz dziadka w kapciach i z pigułkami nie pasują już dla Kremla .

## Uznanie
Przezwisko „dziad bunkrowy” znalazło się w trójce najpopularniejszych wyrażeń roku 2021 według konkursu „Słowo Roku” (ros. Слово года) .